# 埃什讷韦
埃什讷韦（法語：Échenevex，法語發音：[eʃnəvɛ]）是法国东部安省的一个市镇，属于热克斯区。

## 地理
埃什讷韦（46°18'32"N, 6°2'10"E）面积16.44 平方千米，位于法国奥弗涅-罗讷-阿尔卑斯大区安省，该省份为法国东部省份，北起汝拉省，西北接索恩-卢瓦尔省，西接罗讷省和里昂大都会，南至伊泽尔省，东与萨瓦省、上萨瓦省和瑞士接壤。
与埃什讷韦接壤的市镇（或旧市镇、城区）包括：塞西、舍夫里、克罗泽、热克斯、米茹、塞尼。

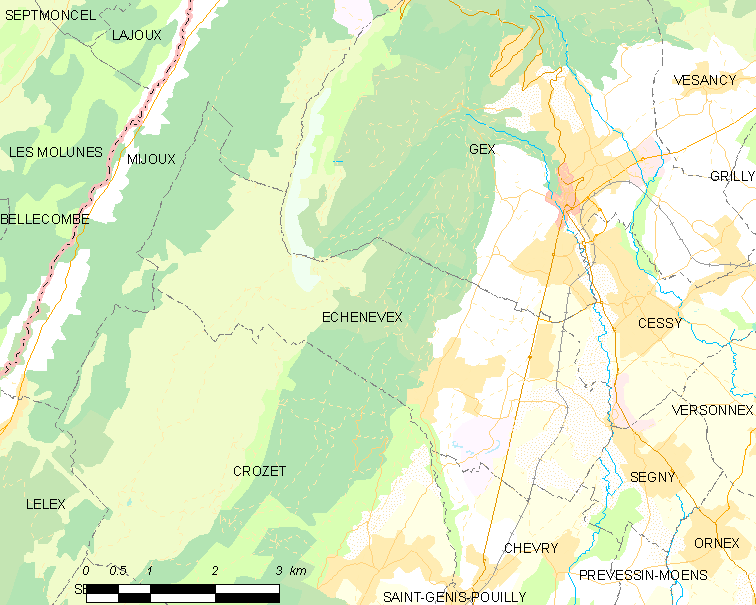
埃什讷韦的OSM定位图

埃什讷韦的时区为UTC+01:00、UTC+02:00（夏令时）。

## 行政
埃什讷韦的邮政编码为01170，INSEE市镇编码为01153。

## 政治
埃什讷韦所属的省级选区为图瓦里县。

## 人口

1962-2008年间埃什讷韦人口变化图示

埃什讷韦于2022年1月1日时的人口数量为2227人。